# Tamar-kali
Tamar-kali (* in Brooklyn als Tamara Colletta Brown) ist eine US-amerikanische Rock-Singer-Songwriterin, Gitarristin und Komponistin.

## Leben
Tamar-kali wurde mit dem bürgerlichen Namen Tamara Colletta Brown in Brooklyn in New York geboren, wo sie auch aufwuchs. Ihr Vater, der zuvor als Musiker, Bassist und Bandleader verschiedener Funk- und Soul-Bands arbeitete, bildete sie bereits als Kind zu Hause musikalisch aus und unterrichtete sie die Grundlagen von Melodik und Harmonik. Katholisch erzogen genoss sie von der Grundschule bis zur High School eine klassische Chorausbildung. Ihre Sommer verbrachte sie meist auf den Sea Islands vor der südöstlichen Küste der Vereinigten Staaten, und die dort verbreitete Gullah-Kultur habe in besonderem Maße ihren Sinn für Individualität geprägt, auch weil diese die DIY-Ethik im Punk-Rock widerspiegelte, zu der sie sich hingezogen fühlte.
Sie besuchte die Adelphi University, wo sie Englisch studierte. Inspiriert von ihrer langjährigen Liebe zu Streichern gründete sie 1998 das Ensemble Psychochamber, ein rein weibliches Instrumentalisten-Streichsextett, das dekonstruierte Versionen von Liedern aus ihrem 5ive Piece Rock-Projekt sowie speziell für Streicher arrangierte und komponierte Stücke spielt.
Ende Juni 2020 wurde sie ein Mitglied der Academy of Motion Picture Arts and Sciences.

## Filmkompositionen
Für ihre erste Filmmusikarbeit für Mudbound von Dee Rees wurde Tamar-kali mit dem World Soundtrack Award in der Kategorie "Discovery of the Year" ausgezeichnet. Eine besondere Beziehung zwischen Tamar-Kali und Rees hatte sich entwickelt, da sie beide schwarze Frauen in einer von Männern dominierten Umgebung sind. Tamar-kali schreibt Rees ihre Karriere als Filmmusikerin zu. Seitdem komponierte sie die Musik für eine Reihe weiterer Filme, darunter Come Sunday von Joshua Marston, The Lie von Veena Sud, Das Letzte, was er wollte abermals von Rees, The Assistant von Kitty Green und Shirley von Josephine Decker und erarbeitete sich in der Filmmusikbranche, die überwiegend männlich geprägt ist, einen Namen.

## Künstlername und Stil
Ihr Künstlername bezieht sich auf die hinduistische Göttin Kali, die sowohl für Gewalt als auch für Sexualität steht. Tamar-kali beschreibt ihre Musik als aggressiven „Melodic Rock“ und dekonstruierten „Chamber Rock“.

## Filmografie (Auswahl)
- 2017: Mudbound
- 2018: The Lie
- 2019: The Assistant
- 2020: Das Letzte, was er wollte (The Last Thing He Wanted)
- 2020: Shirley
- 2020: John Lewis: Good Trouble (Dokumentarfilm)
- 2021: Palmer
- 2021: Mixtape
- 2022: After Sherman
- 2023: Little Richard: I Am Everything (Dokumentarfilm)
- 2024: Shirley
- 2024: The Fire Inside

## Auszeichnungen (Auswahl)
Hollywood Music in Media Awards 2017
- Nominierung in der Kategorie Original Score: Feature Film (Mudbound)